# Luehdorfia taibai
Luehdorfia taibai Chou, 1994 è un lepidottero della famiglia Papilionidae, endemico della Cina.

## Biologia

### Periodo di volo
Al momento non si dispone di informazioni sulla biologia di questa specie, di recente scoperta.

### Alimentazione
Le larve di questa specie parassitano piante ospiti della famiglia Aristolochiaceae, tra cui:
- Aristolochia spp. (Chou, 1994)
- Asarum spp.
- Saruma henryi (Makita et al., 2000; Chunsheng, 2001)

## Distribuzione e habitat
La specie è endemica della Cina centrale (Chou, 1994), ed in particolare delle province di Shaanxi (Lee, 1982) e Sichuan (Zhao, 1997).

## Tassonomia
Allo stato attuale delle conoscenze vengono distinte soltanto due sottospecie per questo taxon (Zhao, 1997):
- Luehdorfia taibai taibai Chou, 1994 (loc. typ.: Monte Taibaishan, Cina)
- Luehdorfia taibai wangi Zhao, 1997 (loc. typ.: Monte Daba, Sichuan, Cina).

Il nome Luehdorfia longicaudata Lee, 1982 (nom. nud.), spesso utilizzato al posto di Luehdorfia taibai, non è valido. Venne utilizzato per la prima volta da Lee (1982: 39), il quale registrò semplicemente la diffusione e l'habitat dei tre taxa di Luehdorfia in Cina, e ne suggerì i nomi scientifici (L. longicaudata, L. chinensis huashanensis e L. puziloi lingjiangensis) senza tuttavia fornire alcuna descrizione dei caratteri morfologici e/o diagnostici, senza fare riferimento a figure, e senza designare alcun olotipo per questi taxa, in violazione a quanto previsto da parecchi articoli e raccomandazioni dell'ICZN (1999), tanto che Inomata (1995), e Yuan (1995) considerano questi nomi alla stregua di sinonimi di quelli ufficialmente riconosciuti.